# Сан-Джорджо-Альбанезе
Сан-Джорджо-Альбанезе (італ. San Giorgio Albanese, сиц. San Giuorgiu Arvanise) — муніципалітет в Італії, у регіоні Калабрія,  провінція Козенца.
Сан-Джорджо-Альбанезе розташований на відстані близько 430 км на південний схід від Рима, 80 км на північ від Катандзаро, 35 км на північний схід від Козенци.
Населення — 1467 осіб (2014).
Щорічний фестиваль відбувається 23 квітня. Покровитель — святий Юрій.

## Демографія
Населення за роками:

Станом на 1 січня 2023 року в муніципалітеті офіційно проживало 136 іноземців з 16 країн, серед них 49 громадян країн Євросоюзу та 3 громадяни України.

## Сусідні муніципалітети
- Акрі
- Корильяно-Калабро
- Сан-Козмо-Альбанезе
- Ваккариццо-Альбанезе